# Fernando Arteaga
Fernando Arteaga Alzaga, más conocido como Arteaga, (Abadiño, Vizcaya, 27 de febrero de 1960) fue un futbolista español. Se desempeñaba en la posición de extremo izquierdo.

## Trayectoria
Fernando se formó en la cantera de la Cultural Durango. En 1980 firmó con el Bilbao Athletic. El 1 de septiembre de 1981 debutó con el Athletic Club en un partido de Copa de la Liga ante el Sestao Sport. En octubre jugaría dos encuentros más ante el Aurrera Ondarroa.
En 1982 se fue como cedido al Fútbol Club Cartagena, regresando al Bilbao Athletic para la temporada 1983-84 donde fue uno de los jugadores destacados en el subcampeonato liguero. En 1984 fichó por el Celta de Vigo, en el que jugó cuatro campañas y logró dos ascensos a Primera División. Sus últimos clubes como profesional fueron el Real Burgos y el CP Mérida, en el que se retiró en 1991.

## Clubes
| Club                  | País   | Temporada   |
| --------------------- | ------ | ----------- |
| Bilbao Athletic       | España | 1980 - 1982 |
| Fútbol Club Cartagena | España | 1982 - 1983 |
| Celta de Vigo         | España | 1984 - 1988 |
| Real Burgos           | España | 1988 - 1989 |
| CP Mérida             | España | 1989 - 1991 |